# 苏斯特
苏斯特是荷蘭的一個市镇，位於荷蘭中部阿默斯福特以西6千米，在行政區劃上屬於烏德勒支省。

## 外部連結
- 维基共享资源上的相關多媒體資源：苏斯特
- Official Website （页面存档备份，存于）